# Karijona
Die Carijona, Karijona oder Karihona (auch Huaque / Guaque oder Umaua / Maua / Mava / Omaua) sind bzw. waren eine südamerikanische Ethnie am Río Vaupés in Kolumbien. Sie werden zu den Kariben gezählt, sprachen eine karibische Sprache und sind heute weitgehend in der mestizischen Bevölkerung aufgegangen.

## Geschichte
Die Carijona lebten traditionell vom Fischfang und vom Wanderfeldbau mit Brandrodung mit bitterer Maniok als Hauptfrucht. Im 19. Jahrhundert kamen sie im Zuge des Kautschukbooms mit Kautschuksammlern, Siedlern und Missionaren in Kontakt. Von diesen Gruppen eingeschleppte Krankheiten sorgten für einen rapiden Rückgang der Carijona. Die Überlebenden integrierten sich zunehmend in die Mehrheitsbevölkerung und gaben ihre Sprache auf. In den 1980er Jahren gab es noch etwa 1000 Carijona.

## Wohngebiete
Die Omagua leben im kolumbianischen Guaviare am Oberlauf des Río Vaupés sowie am Río Yari und am Unterlauf des Río Caquetá.

## Sprache
Die Carijona-Sprache gehört zu den karibischen Sprachen. Laut SIL International wurde sie um das Jahr 2007 von sechs Personen bei La Pedrera und einigen wenigen weiteren bei Miraflores gesprochen, während die Ethnie noch etwa 290 Menschen zählte (Crevels 2007). Damit ist die Sprache moribund.

## Verwechslungen in der Literatur
Auf Grund der pejorativen Bezeichnung Umaua / Maua / Mava / Omaua, die sehr dem Ethnonym der im Amazonasgebiet Perus und Brasilien lebenden Omagua (auch Umawa) ähnelt, sind diese Ethnien in der Literatur miteinander verwechselt worden.